# Абдул Карім Абдалла аль-Араші
Абдул Карім Абдалла аль-Араші (араб. عبد الكريم عبد الله العرشي; 1 грудня 1934 — 10 червня 2006) — єменський державний діяч; п'ятий президент Північного Ємену.

## Життєпис
Після революції 1962 року брав участь у бойових діях проти роялістів. З 1978 року обіймав посади віце-президента і спікера Установчих народних зборів Єменської Арабської Республіки.